# Championnat d'Europe féminin de basket-ball 2005
Navigation
Euro 2003 (Grèce) Euro 2007 (Italie)
Le Championnat d’Europe de basket-ball féminin 2005 se déroula en Turquie du 2 septembre au 11 septembre 2005.
Les équipes classées aux cinq premières places se qualifièrent pour le Championnat du monde de basket féminin 2006 organisé au Brésil en septembre 2006.

## Salles
| Groupes        | Ville  | Salle                     | Capacité |
| -------------- | ------ | ------------------------- | -------- |
| Phases finales | Ankara | Ankara Atatürk Sport Hall | 4 500    |
| A              | Bursa  | Bursa Atatürk Sport Hall  | 3 500    |
| B              | İzmir  | İzmir Atatürk Sport Hall  | 3 000    |

| Ankara Bursa Izmir |

## Déroulement
Les quatre premières de chaque groupe sont qualifiées pour des quarts de finale croisés.

## Équipes participantes et groupes
| Groupe A France République tchèque Lettonie Grèce Allemagne Pologne | Groupe B Russie Lituanie Espagne Turquie Serbie-et-Monténégro Roumanie |  |

## Arbitres
| - Karolina Andersson Finlande - Sergueï Boulanov Russie - Vicente Bulto Espagne - Chrístos Chistodoúlou Grèce - Marius Ciulin Roumanie - Srdan Dozai Croatie - Andrej Jersan Slovénie - Marcin Kowalski Pologne | - Olegs Latisevs Lettonie - Vaclav Lukes République tchèque - Gianluca Mattioli Italie - Emin Mogulkoc Turquie - Branislav Mrdak Serbie-et-Monténégro - Kestius Pilipauskas Lituanie - Jens Staudenmayer Allemagne - Christophe Vauthier France |

## Premier tour

### Groupe A (Bursa)
| Groupe A |                    |     |   |   |     |     |      |
|          | Équipe             | Pts | G | P | PP  | PC  | Diff |
| 1        | République tchèque | 10  | 5 | 0 | 342 | 241 | 101  |
| 2        | France             | 9   | 4 | 1 | 345 | 282 | 63   |
| 3        | Lettonie           | 8   | 3 | 2 | 323 | 319 | 4    |
| 4        | Pologne            | 7   | 3 | 2 | 297 | 327 | -30  |
| 5        | Grèce              | 6   | 2 | 3 | 272 | 328 | -56  |
| 6        | Allemagne          | 5   | 0 | 5 | 282 | 364 | -82  |

| 2 septembre 2005 | Pologne            | 62 | 75 | Lettonie           |
| 2 septembre 2005 | Allemagne          | 61 | 66 | Grèce              |
| 2 septembre 2005 | France             | 45 | 65 | République tchèque |
| 3 septembre 2005 | Lettonie           | 77 | 67 | Allemagne          |
| 3 septembre 2005 | République tchèque | 64 | 47 | Pologne            |
| 3 septembre 2005 | France             | 71 | 56 | Grèce              |
| 4 septembre 2005 | Allemagne          | 56 | 66 | Pologne            |
| 4 septembre 2005 | République tchèque | 61 | 54 | Grèce              |
| 4 septembre 2005 | France             | 67 | 50 | Lettonie           |
| 6 septembre 2005 | Lettonie           | 76 | 47 | Grèce              |
| 6 septembre 2005 | République tchèque | 76 | 50 | Allemagne          |
| 6 septembre 2005 | France             | 83 | 63 | Pologne            |
| 7 septembre 2005 | Pologne            | 59 | 49 | Grèce              |
| 7 septembre 2005 | République tchèque | 76 | 45 | Lettonie           |
| 7 septembre 2005 | France             | 79 | 48 | Allemagne          |

### Groupe B (İzmir)
| Groupe B |                      |     |   |   |     |     |      |
|          | Équipe               | Pts | G | P | PP  | PC  | Diff |
| 1        | Lituanie             | 9   | 4 | 1 | 402 | 345 | 57   |
| 2        | Espagne              | 9   | 4 | 1 | 397 | 320 | 77   |
| 3        | Russie               | 8   | 3 | 2 | 413 | 379 | 34   |
| 4        | Turquie              | 7   | 2 | 3 | 374 | 384 | -10  |
| 5        | Serbie-et-Monténégro | 7   | 2 | 3 | 330 | 360 | -30  |
| 6        | Roumanie             | 5   | 0 | 5 | 283 | 411 | -128 |

| 2 septembre 2005 | Roumanie          | 60   | 92 | Russie            |
| 2 septembre 2005 | Lituanie          | 74   | 69 | Espagne           |
| 2 septembre 2005 | Turquie           | 81   | 69 | Serbie-Monténégro |
| 3 septembre 2005 | Espagne           | 98   | 53 | Roumanie          |
| 3 septembre 2005 | Serbie-Monténégro | 77   | 74 | Lituanie          |
| 3 septembre 2005 | Russie            | 91   | 87 | Turquie           |
| 4 septembre 2005 | Serbie-Monténégro | 63   | 50 | Roumanie          |
| 4 septembre 2005 | Espagne           | 83   | 77 | Russie            |
| 4 septembre 2005 | Espagne           | (ap) |    | Russie            |
| 4 septembre 2005 | Lituanie          | 82   | 76 | Turquie           |
| 6 septembre 2005 | Espagne           | 69   | 52 | Serbie-Monténégro |
| 6 septembre 2005 | Russie            | 67   | 80 | Lituanie          |
| 6 septembre 2005 | Turquie           | 66   | 64 | Roumanie          |
| 7 septembre 2005 | Serbie-Monténégro | 69   | 86 | Russie            |
| 7 septembre 2005 | Roumanie          | 56   | 92 | Lituanie          |
| 7 septembre 2005 | Espagne           | 78   | 64 | Turquie           |

Rq:
- la Lituanie devance l'Espagne à la différence particulière
- la Turquie devance la Serbie-Monténégro à la différence particulière

## Tour final
|  | Quarts de finale        | Quarts de finale         |                          |                          | Demi-finales             | Demi-finales             |    |  | Finale                   | Finale                   |
|  | Quarts de finale        | Quarts de finale         |                          |                          | Demi-finales             | Demi-finales             |    |  | Finale                   | Finale                   |
|  |                         |                          |                          |                          |                          |                          |    |  |                          |                          |
|  | 9 septembre 2005 Ankara | 9 septembre 2005 Ankara  |                          |                          | 10 septembre 2005 Ankara | 10 septembre 2005 Ankara |    |  | 11 septembre 2005 Ankara | 11 septembre 2005 Ankara |
|  | 9 septembre 2005 Ankara | 9 septembre 2005 Ankara  |                          |                          | 10 septembre 2005 Ankara | 10 septembre 2005 Ankara |    |  | 11 septembre 2005 Ankara | 11 septembre 2005 Ankara |
|  | République tchèque      | 86                       |                          |                          | 10 septembre 2005 Ankara | 10 septembre 2005 Ankara |    |  | 11 septembre 2005 Ankara | 11 septembre 2005 Ankara |
|  | République tchèque      | 86                       |                          |                          | 10 septembre 2005 Ankara | 10 septembre 2005 Ankara |    |  | 11 septembre 2005 Ankara | 11 septembre 2005 Ankara |
|  | Turquie                 | 60                       |                          |                          | 10 septembre 2005 Ankara | 10 septembre 2005 Ankara |    |  | 11 septembre 2005 Ankara | 11 septembre 2005 Ankara |
|  | Turquie                 | 60                       | République tchèque       | 76                       |                          |                          |    |  | 11 septembre 2005 Ankara | 11 septembre 2005 Ankara |
|  | 9 septembre 2005 Ankara |                          | République tchèque       | 76                       |                          |                          |    |  | 11 septembre 2005 Ankara | 11 septembre 2005 Ankara |
|  |                         | Espagne                  | 66                       |                          |                          |                          |    |  | 11 septembre 2005 Ankara | 11 septembre 2005 Ankara |
|  | Espagne                 | Espagne                  | 66                       | 69                       |                          |                          |    |  | 11 septembre 2005 Ankara | 11 septembre 2005 Ankara |
|  | Espagne                 |                          |                          | 69                       |                          |                          |    |  | 11 septembre 2005 Ankara | 11 septembre 2005 Ankara |
|  | Lettonie                | 50                       |                          |                          |                          |                          |    |  | 11 septembre 2005 Ankara | 11 septembre 2005 Ankara |
|  | Lettonie                | 50                       | République tchèque       | 72                       |                          |                          |    |  |                          |                          |
|  | 9 septembre 2005 Ankara |                          | République tchèque       | 72                       |                          |                          |    |  |                          |                          |
|  |                         | Russie                   | 70                       |                          |                          |                          |    |  |                          |                          |
|  | Russie                  | Russie                   | 70                       | 70                       |                          |                          |    |  |                          |                          |
|  | Russie                  | 10 septembre 2005 Ankara |                          | 70                       |                          |                          |    |  |                          |                          |
|  | France                  | 56                       |                          |                          |                          |                          |    |  |                          |                          |
|  | France                  | 56                       | Russie                   | 65                       |                          |                          |    |  |                          |                          |
|  | 9 septembre 2005 Ankara | 9 septembre 2005 Ankara  | Russie                   | 65                       | Match pour la 3e place   | Match pour la 3e place   |    |  |                          |                          |
|  | 9 septembre 2005 Ankara | 9 septembre 2005 Ankara  |                          | Lituanie                 | Match pour la 3e place   | Match pour la 3e place   | 50 |  |                          |                          |
|  | Lituanie                | 67                       | 11 septembre 2005 Ankara | 11 septembre 2005 Ankara |                          |                          | 50 |  |                          |                          |
|  | Lituanie                | 67                       | 11 septembre 2005 Ankara | 11 septembre 2005 Ankara |                          |                          |    |  |                          |                          |
|  | Pologne                 | 58                       |                          | Espagne                  | 83                       |                          |    |  |                          |                          |
|  | Pologne                 | 58                       |                          | Espagne                  | 83                       |                          |    |  |                          |                          |
|  |                         |                          |                          |                          |                          |                          |    |  | Lituanie                 | 65                       |
|  |                         |                          |                          |                          |                          |                          |    |  | Lituanie                 | 65                       |

|  | Tour de classement | Tour de classement |          |    | 5e place          | 5e place          |
|  | Tour de classement | Tour de classement |          |    | 5e place          | 5e place          |
|  |                    |                    |          |    |                   |                   |
|  | 10 septembre 2005  | 10 septembre 2005  |          |    | 11 septembre 2005 | 11 septembre 2005 |
|  | 10 septembre 2005  | 10 septembre 2005  |          |    | 11 septembre 2005 | 11 septembre 2005 |
|  | France             | 73                 |          |    | 11 septembre 2005 | 11 septembre 2005 |
|  | France             | 73                 |          |    | 11 septembre 2005 | 11 septembre 2005 |
|  | Pologne            | 71                 |          |    | 11 septembre 2005 | 11 septembre 2005 |
|  | Pologne            | 71                 | France   | 85 |                   |                   |
|  | 10 septembre 2005  |                    | France   | 85 |                   |                   |
|  |                    | Lettonie           | 62       |    |                   |                   |
|  | Lettonie           | Lettonie           | 62       | 81 |                   |                   |
|  | Lettonie           |                    |          | 81 |                   |                   |
|  | Turquie            | 78                 |          |    |                   |                   |
|  | Turquie            | 78                 | 7e place |    |                   |                   |
|  |                    |                    |          |    |                   |                   |
|  | 11 septembre 2005  |                    |          |    |                   |                   |
|  |                    |                    |          |    |                   |                   |
|  | Pologne            | 82                 |          |    |                   |                   |
|  | Pologne            | 82                 |          |    |                   |                   |
|  | Turquie            | 71 a. p.           |          |    |                   |                   |
|  | Turquie            | 71 a. p.           |          |    |                   |                   |

|  | Tour de classement   | Tour de classement |                      |    | 9e place          | 9e place          |
|  | Tour de classement   | Tour de classement |                      |    | 9e place          | 9e place          |
|  |                      |                    |                      |    |                   |                   |
|  | 10 septembre 2005    | 10 septembre 2005  |                      |    | 11 septembre 2005 | 11 septembre 2005 |
|  | 10 septembre 2005    | 10 septembre 2005  |                      |    | 11 septembre 2005 | 11 septembre 2005 |
|  | Grèce                | 67                 |                      |    | 11 septembre 2005 | 11 septembre 2005 |
|  | Grèce                | 67                 |                      |    | 11 septembre 2005 | 11 septembre 2005 |
|  | Roumanie             | 61                 |                      |    | 11 septembre 2005 | 11 septembre 2005 |
|  | Roumanie             | 61                 | Serbie-et-Monténégro | 79 |                   |                   |
|  | 10 septembre 2005    |                    | Serbie-et-Monténégro | 79 |                   |                   |
|  |                      | Grèce              | 65                   |    |                   |                   |
|  | Serbie-et-Monténégro | Grèce              | 65                   | 73 |                   |                   |
|  | Serbie-et-Monténégro |                    |                      | 73 |                   |                   |
|  | Allemagne            | 57                 |                      |    |                   |                   |
|  | Allemagne            | 57                 | 11e place            |    |                   |                   |
|  |                      |                    |                      |    |                   |                   |
|  | 11 septembre 2005    |                    |                      |    |                   |                   |
|  |                      |                    |                      |    |                   |                   |
|  | Roumanie             | 64                 |                      |    |                   |                   |
|  | Roumanie             | 64                 |                      |    |                   |                   |
|  | Allemagne            | 98                 |                      |    |                   |                   |
|  | Allemagne            | 98                 |                      |    |                   |                   |

## Équipe victorieuse
Joueuses
- Jana Veselá
- Ivana Večeřová
- Eva Němcová
- Michala Hartigová
- Michaela Uhrová
- Hana Machová
- Markéta Mokrošová
- Michaela Pavlíčková
- Irena Borecká
- Petra Kulichová
- Zuzana Klimešová
- Eva Vítečková

Entraîneurs
- Jan Bobrovský ( République tchèque)

## Classement final
| Rang | Équipe               | V-D |
| ---- | -------------------- | --- |
| 1    | République tchèque   |     |
| 2    | Russie               |     |
| 3    | Espagne              |     |
| 4    | Lituanie             |     |
| 5    | France               |     |
| 6    | Lettonie             |     |
| 7    | Pologne              |     |
| 8    | Turquie              |     |
| 9    | Serbie-et-Monténégro |     |
| 10   | Grèce                |     |
| 11   | Allemagne            |     |
| 12   | Roumanie             |     |

## Récompenses et performances
- MVP Maria Stepanova  Russie
- Meilleure marqueuse : Amaya Valdemoro  Espagne
- Meilleure rebondeuse : Nevriye Yılmaz  Turquie
- Meilleure passeuse : Cathy Melain  France
- Équipe type (5 majeur du tournoi) : Amaya Valdemoro (ESP), Hana Machová (CZE), Eva Vítečková (CZE), Tatiana Chtchogoleva (RUS), Maria Stepanova (RUS)

## Effectifs

### République tchèque
| #  | Nom                 | Poste | Taille            | Date de naissance | Lieu de naissance    |
| -- | ------------------- | ----- | ----------------- | ----------------- | -------------------- |
| 4  | Jana Veselá         | F     | 31 décembre 1983  | 1,94m             | Prague               |
| 5  | Ivana Večeřová      | C     | 30 mars 1979      | 1,94m             | Sumperk              |
| 6  | Eva Nemcová         | F     | 3 décembre 1972   | 1,91m             | Prague               |
| 7  | Michala Hartigová   | F     | 14 novembre 1983  | 1,92m             | Pardubice            |
| 8  | Michaela Uhrová     | G     | 10 avril 1982     | 1,66m             | Brandys nad Labem    |
| 9  | Hana Machová        | G     | 11 septembre 1979 | 1,82m             | Bruntál              |
| 10 | Markéta Mokrošová   | F     | 17 avril 1981     | 1,77m             | Nove Mesto na Morave |
| 11 | Michaela Pavlíčková | F     | 27 novembre 1977  | 1,90m             | Prague               |
| 12 | Irena Borecká       | F     | 5 novembre 1980   | 1,72m             | Brno                 |
| 13 | Petra Kulichová     | C     | 13 septembre 1984 | 1,98m             | Pardubice            |
| 14 | Zuzana Klimešová    | C     | 21 janvier 1979   | 1,87m             | Prague               |
| 15 | Eva Vítečková       | F     | 26 janvier 1982   | 1,90m             | Nove Mesto na Morave |

### Russie
| #  | Nom                  | Poste | Taille           | Date de naissance | Lieu de naissance       |
| -- | -------------------- | ----- | ---------------- | ----------------- | ----------------------- |
| 4  | Olga Arteshina       | F     | 27 novembre 1982 | 1,90m             | Samara                  |
| 5  | Oxana Rakhmatulina   | G     | 7 décembre 1976  | 1,80m             | Alma-Ata                |
| 6  | Svetlana Abrosimova  | F     | 9 juillet 1980   | 1,85m             | Saint Petersbourg       |
| 7  | Olga Firsova         | G     | 26 avril 1979    | 1,72m             | Krasnogorsk Ouzbékistan |
| 8  | Marina Karpunina     | F     | 21 mars 1984     | 1,80m             | Moscou                  |
| 9  | Tatiana Chtchogoleva | C     | 9 février 1982   | 1,94m             | Moscou                  |
| 10 | Ilona Korstine       | F     | 30 mai 1980      | 1,83m             | Saint Petersbourg       |
| 11 | Maria Stepanova      | C     | 23 février 1979  | 2,02m             | Shpakovskoe             |
| 12 | Irina Sokolovskaya   | F     | 3 janvier 1983   | 1,87m             | Vologda                 |
| 13 | Elen Shakirova       | C     | 2 juin 1970      | 1,90m             | Mary ( Turkménistan)    |
| 14 | Marina Kuzina        | C     | 19 juillet 1985  | 1,96m             | Moscou                  |
| 15 | Elena Karpova        | F     | 14 juin 1980     | 1,88m             | Saint Petersbourg (RUS) |

### Espagne
| #  | Nom             | Poste | Taille            | Date de naissance | Lieu de naissance  |
| -- | --------------- | ----- | ----------------- | ----------------- | ------------------ |
| 4  | Laura Camps     | F     | 21 mars 1976      | 1,80m             | Vic                |
| 5  | Marta Fernández | F     | 21 décembre 1981  | 1,78m             | Barcelone          |
| 6  | Laia Palau      | F     | 10 septembre 1979 | 1,78m             | Barcelone          |
| 7  | Mar Xantal      | F/C   | 8 novembre 1973   | 1,88m             | Badalone           |
| 8  | Sandra Gallego  | F     | 12 janvier 1976   | 1,78m             | Barcelone          |
| 9  | Amaya Valdemoro | F     | 18 août 1976      | 1,83m             | Madrid             |
| 10 | Elisa Aguilar   | G     | 15 octobre 1976   | 1,72m             | Madrid             |
| 11 | Núria Martínez  | G     | 29 février 1984   | 1,74m             | Vilassar de Mar    |
| 12 | Anna Montañana  | F/C   | 24 octobre 1980   | 1,86m             | Valence            |
| 13 | Marina Ferragut | F     | 11 février 1972   | 1,90m             | Barcelone          |
| 14 | Eva Montesdeoca | C     | 13 août 1981      | 1,98m             | Arucas, Las Palmas |
| 15 | Lucila Pascua   | C     | 21 mars 1983      | 1,95m             | Sabadell           |